# قلعه کوکمکی
قلعه کوکمکی (فنلاندی: Kokemäen linna) یک قلعه قرون وسطایی در کوکمکی در استان ساتاکونتای فنلاند بود. زمان ساخت آن مشخص نیست، اما به احتمال زیاد این قلعه در سال‌های ۱۳۲۴–۱۳۲۵ تکمیل شده‌است. در سال ۱۳۶۷ به دستور پادشاه آلبرت تخریب شد، زیرا ساکنان محلی از مالیات‌های سنگین برای نگهداری از قلعه شکایت داشتند. این قلعه در جزیره لینائولوتو در رودخانهکوکمکی قرار داشت.

## پیشینه
قلعه کوکمکی مرکز اداری سواتسلن و عملکرد آن شبیه به قلعه تورکو، قلعه همه و قلعه ویبورگ بود که تا به امروز باقی مانده‌اند. تنها اشاره شناخته شده به قلعه کوکمکی، تصمیم پادشاه آلبرت برای تخریب و جابجایی قلعه در ۱۲ ژولای ۱۳۶۷ است. این بنا احتمالاً از سنگ آهک ساخته شده‌است. در سال ۱۳۶۴–۱۳۶۵، ارتش پادشاه آلبرت قلعه کوکمکی را محاصره کرد، زیرا قلعه تحت فرمان ماگنوس چهارم سوئد بود.
کاوش‌های باستان‌شناسی در سال ۱۸۸۵ انجام شد. اشیاء مختلفی که مربوط به اواخر عصر برنز و قرن‌های ۱۳ و ۱۴ هستند، پیدا شد.